# NGC 1361
NGC 1361 este o galaxie LINER situată în constelația Eridanul. A fost descoperită în 1886 de către Ormond Stone⁠(d). Se află la o distanță de 74 de megaparseci de Pământ.